# Festivalul Internațional de Film Fantastic de la Avoriaz din 1984
Festivalul Internațional de Film Fantastic de la Avoriaz din 1984 (în franceză Festival international du film fantastique d'Avoriaz 1984) a fost a 12-a ediție a Festivalului Internațional de Film Fantastic de la Avoriaz. A avut loc în Alpii francezi (în stațiunea Avoriaz) în ianuarie 1984.
Filmul De Lift regizat de Dick Maas a primit Marele premiu (Grand prix) al festivalului.

## Juriu
- John Frankenheimer (președinte)
- Mario Adorf
- Eduardo Arroyo
- Jacqueline Bisset
- Régine Deforges
- Roger Hanin
- Jean-Pierre Marielle
- Marie-France Pisier
- Henri Salvador
- Pierre Schoendoerffer
- Jean-Charles Tacchella
- Terence Young
- Andrzej Żuławski

## Selecție

### În competiție
- L'Ascenseur (De Lift) de Dick Maas ( Țările de Jos)
- Les bêtes féroces attaquent (Wild Beasts - Belve Feroci) de Franco E. Prosperi ( Italia)
- Brainstorm de Douglas Trumbull ( Statele Unite ale Americii)
- Christine de John Carpenter ( Statele Unite ale Americii)
- Clash de Raphaël Delpard ( Franța/  Iugoslavia)
- Dead Zone (The Dead Zone) de David Cronenberg ( Statele Unite ale Americii)
- Le Dernier testament (Testament) de Lynne Littman ( Statele Unite ale Americii)
- Les envahisseurs sont parmi nous (Strange Invaders) de Michael Laughlin ( Statele Unite ale Americii)
- La Foire des ténèbres (Something Wicked This Way Comes) de Jack Clayton ( Statele Unite ale Americii)
- Krull de Peter Yates ( Regatul Unit /  Statele Unite ale Americii)
- Le Quatrième Homme (De Vierde man) de Paul Verhoeven ( Țările de Jos)
- The Return of Captain Invincible de Philippe Mora ( Australia)
- Spasmes (Spasms) de William Fruet ( Canada)
- Timerider, le cavalier du temps perdu (Timerider : The Adventure of Lyle Swann) de William Dear ( Statele Unite ale Americii)
- Trauma de Gabi Kubach ( RFG)

### În afara competiției
- Dementia de John Parker ( Statele Unite ale Americii)
- Ninja Wars (Iga Ninpôchô) de Kōsei Saitō ( Japonia)
- Le Jour d'après (Ziua de după) de Nicholas Meyer ( Statele Unite ale Americii)
- La Quatrième dimension (Twilight Zone : The Movie) de John Landis, Steven Spielberg, Joe Dante și George Miller ( Statele Unite ale Americii)

## Premii
- Marele premiu (Grand prix): L'Ascenseur (De Lift) de Dick Maas
- Premiul special al juriului (Prix spécial du jury): Le Quatrième Homme (De Vierde man) de Paul Verhoeven
- Prix du suspense Hitchcock : Dead Zone de David Cronenberg
- Premiul criticii (Prix de la critique): Dead Zone de David Cronenberg
- Antenne d'or: Dead Zone de David Cronenberg